# Савина Пустынь
Савина Пустынь — погост в Псковском районе Псковской области.

## География
Расположен примерно в 15 верстах к югу от города Псков на окраине современной деревни Соловьи.

## История
В XV—XVII здесь существовала пустынь (монастырь), потом ставшая просто приходской церковью. В конце XIX — начале XX века погост в Псковском уезде Псковской губернии.